# De Pré Historie
De Pré Historie is een Vlaams historisch en muzikaal radioprogramma dat sinds 1984 op Radio 2 wordt uitgezonden. Naast een radioprogramma verschenen onder die naam ook een cd-reeks, een televisiereeks en werden live-fuiven georganiseerd tot in 2016. 
De programma's worden gepresenteerd en samengesteld door Guy De Pré. De Pré Historie duikt terug in de muziek- en nieuwsarchieven van de tweede helft van de 20ste eeuw.

## Radioserie
Het radioprogramma loopt sinds 1984 op zondagmorgen op Radio 2. Elke week wordt teruggekeerd naar een maand uit een jaar van de voorbije decennia, en laat men gebeurtenissen uit die tijd opnieuw horen en hits die in die week in de Radio 2 Top 30 (voorheen BRT Top 30) of in de Vlaamse top 10 stonden. 
Vanaf september 2008 breidde het programma uit van 1 naar 2 uur. Het programma begint sinds dan nog steeds op het vertrouwde tijdstip 10 uur, maar loopt voortaan door tot 12 uur 's middags. 
In één programma wordt de luisteraar meegenomen in de tijd langs vier decennia, gezien men om het half uur van decennium wisselt. Het is het langstlopende radioprogramma in Vlaanderen met dezelfde presentator. Aflevering 1.500 is niet meer ver af. 
Sinds september 2020 wordt er niet alleen naar de jaren '60, '70. '80 en '90 teruggekeerd maar ook naar de jaren '00. Elke week wordt er één van die vijf overgeslagen, zo wordt er nog altijd elk halfuur één decennium behandeld.

## Televisieserie
In 1990 kreeg het radioprogramma een televisieversie op de openbare zenders. De groep De Nieuwe Snaar zorgde voor extra promotie met de singles "De Prehistorie" (bestaande uit de twee versies, één gezongen op de melodie van "Bread & Butter" door The Newbeats en de andere op de melodie van "Everybody Needs Somebody" door The Blues Brothers). De generiek van de televisieserie is dezelfde als die van de radioserie, "Because They're Young" door Duane Eddy. 
De reeks begon met het jaar 1955 en eindigde oorspronkelijk met het jaar 1984. De afleveringen werden wekelijks uitgezonden en behandelden één jaar per aflevering. De televisiereeks toont de opvallendste en belangrijkste nieuwsbeelden uit dat jaar en plaatst toepasselijke toenmalige hits op de beelden. Deze nieuwsbeelden worden af en toe afgewisseld met beeldmateriaal van een optredende groep of een videoclip. De Pré liet zich voor het format van de serie inspireren op de soortgelijke muziekhistorische Britse tv-reeks "The Rock 'N Roll Years" (1985-1994), waar men eveneens archiefbeelden combineerde met hits uit dat specifieke jaar.
Eind 1999 werd de hele "Préhistorie"-televisiereeks opnieuw uitgezonden, maar met extra afleveringen. De jaren 1940-1944, 1945-1950, 1951-1954 en 1985, 1986, 1987, 1988, 1989 en 1990 werden aan de serie toegevoegd. De VRT vond het toepasselijk de reeks nog eens uit te zenden en tegelijkertijd aan te vullen, gezien de 20ste eeuw en het millennium op hun laatste benen liepen.
In het najaar van 2003 werd de hele reeks herhaald en de jaren 1991, 1992, 1993, 1994, 1995, 1996, 1997, 1998, 1999 en 2000 aan de reeks toegevoegd. De speciale gelegenheid was ditmaal het 50-jarig bestaan van de Vlaamse openbare televisieomroep. De Pré verklaarde in een interview dat hij met de vorige edities steevast te weinig archiefmateriaal had om een hele aflevering aan te wijden, maar bij deze editie gewoonweg te veel had. De jaren 90 lagen immers nog vers in het geheugen.

## Cd's
Er verschenen doorheen de jaren uitgebreide cd-collecties rond "De Pré Historie". Iedere cd behandelt een bepaald jaar en laat een aantal hits uit de periode horen. Van 1950 tot en met 1999 zijn er per jaar twee volumes verschenen en van 1980 tot en met 1989 zelfs drie volumes per jaar, met daarnaast nog enkele speciale uitgaven, zoals albums over de oorlogsjaren, 40 Jaar Songfestival, radiohits uit 75 jaar radiogeschiedenis, Best Of's per decennium en kersthits. Er verschijnen nog steeds nieuwe compilaties. In totaal werden er 3 miljoen cd's verkocht. 
Onder de naam De Pré Historie-live worden door Radio 2 eveneens fuiven georganiseerd, waar de grootste danshits uit de voorbije halve eeuw worden gedraaid en geprojecteerd op beeldschermen.

## Boek
In 1990 verscheen er tegelijk met de televisieversie een boek rond "De Préhistorie". Het boek behandelde per hoofdstuk een jaar vanaf 1955 tot en met 1984. Cartoonist Gal maakte per hoofdstuk een illustratie waarin de actualiteit van elk jaar werd samengevat. De Pré vertelde per hoofdstuk een interessant verhaal rond de muziek, actualiteit of zijn eigen leven dat jaar. Ook stond er per jaar een lijst met de belangrijkste gebeurtenissen en een alfabetische lijst met de hits dat jaar. Het boek bevatte archieffoto's uit de televisiereeks. In samenwerking met de Musicalafdeling van het Koninklijk Ballet van Vlaanderen werd ook een De Pré Historie-musical opgezet die zowel in Vlaanderen als in Nederland te zien was.